# Liste von Persönlichkeiten der Stadt Pausa-Mühltroff

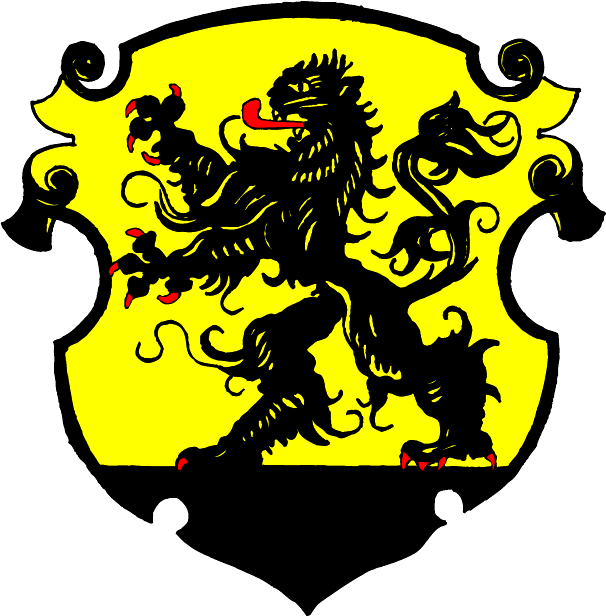
Wappen der Stadt Pausa-Mühltroff

Die Liste von Persönlichkeiten der Stadt Pausa-Mühltroff enthält Personen, die in der Geschichte der sächsischen Stadt Pausa-Mühltroff, die seit der Eingemeindung von Mühltroff in die Stadt Pausa im Jahre 2013 diesen Namen trägt, eine nachhaltige Rolle gespielt haben. Es handelt sich dabei um Persönlichkeiten, die hier geboren sind oder hier gewirkt haben.
Für die Persönlichkeiten aus den nach Pausa-Mühltroffs eingemeindeten Ortschaften siehe auch die entsprechenden Ortsartikel.

## Söhne und Töchter des Stadtteils Pausa
- Friedrich Fischer (1815–1874), Webermeister und Politiker
- Gustav Morgenstern (1867–1947), Skandinavist, Journalist und Übersetzer
- Arthur Köster (1890–1965), Architekturfotograf
- Arthur Dietzsch (1901–1974), Funktionshäftling und als Kapo verantwortlicher Häftlingspfleger im Block 46 des KZ Buchenwald
- Arthur Hugo Göpfert (1902–1986), Politiker (NSDAP)
- Rudi Högner (1907–1995), Industriedesigner, Medailleur und einer der Begründer des Technischen Designs
- Konrad Siebach (1912–1995), Kontrabassist und Kontrabass-Lehrer
- Siegfried Matthes (1913–1999), Mineraloge und Petrologe
- Günther Eckardt (* 1933), Maler und Grafiker
- Hannes Baldauf (1938–2015), Fußballspieler und -trainer
- Joachim Posselt (* 1944), Fußballspieler, der in der DDR-Oberliga für den FC Karl-Marx-Stadt spielte

## Söhne und Töchter des Stadtteils Mühltroff

Wappen des Stadtteils Mühltroff

- Otto Carl Erdmann von Kospoth (1753–1817), Komponist und königlich preußischer Kammerherr
- Carl Theodor Dietzsch (1819–1857), Jurist und Mitglied der Frankfurter Nationalversammlung von 1848
- Otto Heubner (1843–1926), Begründer der wissenschaftlichen Pädiatrie in Deutschland
- Max Ludwig Zschommler (1855–1915), Lehrer und Heimatforscher
- Emil R. Müller (1879–1950), Steindrucker, Schriftsteller und Redakteur, publizierte auch unter dem Pseudonym Sonnen-Müller
- Herbert Huster (1921–2005), Zeitungsverleger
- Birgit Dankert (* 1944), Bibliotheks- und Informationswissenschaftlerin

## Söhne und Töchter des Stadtteils Langenbach
- Karl Ludwig Ferdinand Blanckmeister (1819–1883), Jurist und Politiker, geboren in Langenbach.
- Carl Eduard Cramer (1817–1886), Privatgelehrter und Publizist, geboren in Langenbach.
- Max Ludwig Zschommler (1855–1915), Lehrer und Heimatforscher, geboren in Langenbach.
- Johann Peisker (1631–1711), Philologe und Pädagoge, geboren in Langenbach

## Persönlichkeiten, die mit dem Stadtteil Pausa in Verbindung stehen
- Carl Benjamin Dietrich (1791–1864), evangelischer Pfarrer und Chronist, war von 1824 bis 1832 Diakon in Pausa

## Persönlichkeiten, die mit dem Stadtteil Mühltroff in Verbindung stehen
- Karl Ludwig Ferdinand Blanckmeister (1819–1883), Jurist und Politiker, Bürgermeister in Mühltroff